# Life (telessérie)
Life é uma série de televisão norte-americana criada por Rand Ravich, que também é um dos produtores executivo da série ao lado Far Shariat, David Semel, e Daniel Sackheim. A série é uma produção da Universal Media Studios.

## Desenvolvimento
Série para TV, criada nos EUA em 2007 e narra a história do detetive Charlie Crews, que passou 12 anos na prisão por um crime que não cometeu. Após ser libertado, crews é reintegrado à polícia e recebe uma indenização multimilionária. Os espisódios da saga mostram seu jeito peculiar de resolver crimes, ao mesmo tempo que fornecem pistas sobre o que realmente aconteceu no triplo assassinato que o levou para trás das grades.
Em uma entrevista para o site seat42f.com, o criador da série, Rand Ravich, explicou que a série Life surgiu inicialmente com base na própria vida de Ravich juntamente com seu interesse de trabalhar em uma série policial. Ravich criou primeiro o personagem Charlie Crews como base para o programa, para quem imidiatamente concedeu ao ator Damian Lewis depois de escrevê-lo.
Life foi recebido como um episódio de série de televisão no sentido da série 24 Horas, onde o recebimento emecional provém das novas pistas para os principais mistérios (a conspiração que Charlie Crews fez para a prisão) são revelados todos os poucos episódios, com Ravich afirmando que ele e os escritores não gostaram da natureza de algumas séries onde você sente "como você é um tipo de errante no deserto".

## Elenco
- Damian Lewis
- Sarah Shahi
- Adam Arkin
- Brent Sexton
- Donal Logue
- Brooke Langton
- Robin Weigert
- Jennifer Siebel

## Episódios 1° Temporada
- 01. Merit Badge
- 02. Tear Asunder
- 03. Let Her Go
- 04. What They Saw
- 05. The Fallen Woman
- 06. Powerless
- 07. A Civil War
- 08. Farthingale
- 09. Serious Control Issues
- 10. Dig a Hole
- 11. Fill It Up

## Recepção da crítica
Em sua primeira temporada, Life teve recepção geralmente favorável por parte da crítica especializada. Com base de 21 avaliações profissionais, alcançou uma pontuação de 64% no Metacritic. Por votos dos usuários do site, atinge uma nota de 9.2, usada para avaliar a recepção do público.